# Kościół św. Katarzyny w Starogardzie Gdańskim
Kościół św. Katarzyny w Starogardzie Gdańskim – rzymskokatolicki kościół w Starogardzie Gdańskim, wybudowany w latach 1799–1802. Do 1946 świątynia luterańska.
W 2003 obiekt wpisano do rejestru zabytków.

## Historia

### Okres przed I rozbiorem Polski
Pierwsza wzmianka o kościele pod tym wezwaniem pochodzi z około roku 1470. Znajdował się on przy skrzyżowaniu obecnych ulic Wodnej i Podgórnej, nad kanałem młyńskim. Prawdopodobnie wzniesiono go w technice muru pruskiego. W 1557 roku świątynia została przejęta przez protestantów na mocy dekretu króla Zygmunta II Augusta. Budynek spłonął podczas pożaru miasta w 1629 roku, kolejny pożar miał miejsce w roku 1642. Podczas potopu szwedzkiego zrównane z ziemią zostały kościoły pw. św. Jana, św. Jakuba i św. Jerzego, a kościół farny uległ znacznemu zniszczeniu. Kościół św. Katarzyny, który jako jedyny ocalał, służył do momentu odremontowania fary zarówno katolikom, jak i protestantom. Do I rozbioru Polski kazania głoszono po polsku i po niemiecku.

### Zabór pruski
Pożar z dnia 22 sierpnia 1792 strawił praktycznie całe miasto, niszcząc również świątynię św. Katarzyny. W 1793 Skarb Państwa Pruskiego udzielił wspólnocie pomocy finansowej i ofiarował jej drewno na budowę stropu i wyposażenia. Patronat nad odbudową sprawował Magistrat Miejski. Nową świątynię wzniesiono na północno-wschodnim narożniku Rynku, w latach 1799–1802, w stylu klasycystycznym. Za prezbiterium powstał budynek szkoły i pastorówki. W II połowie XIX wieku świątyni nadano od zewnątrz elementy neogotyckie, a w 1872 wzniesiono nową wieżę. Ustawiono na niej kopię figury Chrystusa Zbawiciela Bertela Thorvaldsena, a wewnątrz zainstalowano trzy dzwony o imionach cesarza Wilhelma, Marcina Lutra i Gustawa Adolfa oraz czterotarczowy zegar. W 1894, na gruncie przy ul. Owidzkiej zakupionym od Franza Wiecherta, założono cmentarz ewangelicki.

### Dwudziestolecie międzywojenne
Po przyłączeniu Pomorza w granice II Rzeczpospolitej w 1920 roku z miasta wyemigrowało wielu parafian narodowości niemieckiej, w 1921 roku stanowili oni kilkanaście procent mieszkańców miasta. Pierwszym powojennym pastorem był Oskar Brandt, który w 1925 roku pomógł rannym w katastrofie kolejowej pod Starogardem Gdańskim, a jego zasługi doceniły władze miejskie, od których otrzymał gratulacje z okazji czterdziestolecia pracy duszpasterskiej. Jego następcą był od 1930 Bruno Wendlandt, zadeklarowany antyfaszysta, zaprzyjaźniony z ks. Franciszkiem Sawickim. W 1933 roku z 758 wiernych 53 stanowili Polacy, dla nich 23 grudnia 1933 pastor Józef Danielczyk z Grudziądza odprawił nabożeństwo w języku polskim.

### II wojna światowa
Podczas II wojny światowej pastor Wendtland silnie przeżył zbrodnię w Lesie Szpęgawskim, a także starał się o zwolnienie ks. Wawrzyńca Janikowskiego z obozu Stutthof. Z tego powodu duchownym interesowało się Gestapo. W 1942 został powołany do wojska, w 1945 odniósł obrażenia głowy podczas walk o Gdańsk, dostał się do niewoli radzieckiej i zmarł w obozie jenieckim w Toruniu 26 czerwca 1945. W marcu 1945 wieża kościoła służyła jako punkt obserwacyjny i alarmowy.

### Od 1945
30 marca 1945 budynek przekazano parafii św. Mateusza jako filię, której we wrześniu 1945 nadano wezwanie św. Wojciecha. 21 listopada 1946 roku ostatnich 800 pozostałych w mieście ewangelików przesiedlono do Niemiec na mocy ustaleń konferencji poczdamskiej. Od 1947 roku budynkiem opiekowało się Katolickie Stowarzyszenie Młodzieży Męskiej, które rozwiązano w następnym roku nakazem władz. W 1949 budynek został wyremontowany staraniem ks. Stanisława Nagórskiego, proboszcza parafii św. Wojciecha. Z powodu prac remontowych w świątyni parafialnej wspólnota aż do 1978 odprawiała nabożeństwa w obecnym kościele św. Katarzyny.
W 1978 dotychczasowy kościół filialny ustanowiono siedzibą parafii rzymskokatolickiej pw. św. Katarzyny Aleksandryjskiej.

## Architektura
Kościół usytuowany jest w północno-wschodnim narożniku starogardzkiego Rynku. Budowla ma trzy nawy i strzelistą wieżę, najwyższy obiekt w starej części miasta.
Budynek wzniesiono na planie prostokąta o wymiarach 31 na 15 metrów. Wzniesiony z czerwonej cegły, w większości otynkowany (prócz wieży i zakrystii). Pokryty dachem trójspadowym. Wysokość nawy głównej wynosi 9,5 metra.
W zachodnią, frontową elewację, wbudowana jest wieża, składająca się z 6 kondygnacji. W jednej z wnęk ustawiona jest figura Chrystusa Zbawiciela, będąca repliką posągu duńsko-islandzkiego rzeźbiarza Bertela Thorvaldsena.

## Wyposażenie
We wnętrzu w nawach bocznych znajdują się dwa poziomy empor. Nad wejściem głównym znajdują się 18-głosowe, neoromańskie organy z warsztatu gdańskiego organmistrza Juliusza Witta. Powstały między 1865 a 1880 okiem. Mają mechaniczną trakturę gry. Ławki na emporach ustawione są równolegle do ścian świątyni. Za ołtarzem znajduje się witraż z wizerunkiem Chrystusa Zbawiciela. Na prawo od ołtarza głównego po II wojnie światowej ustawiono ołtarz boczny pw. Matki Bożej Królowej Polski, a po lewej – św. Wojciecha. Na balustradach empor zawieszono obrazy drogi krzyżowej autorstwa Kazimierza Falkowskiego. W połowie długości nawy, po lewej stronie od wejścia, znajduje się ambona z namalowanym wizerunkiem Ducha Świętego. Trzy mosiężne żyrandole pochodzą z roku 1888. Przy wejściu głównym zainstalowano tablicę poświęconą ofiarom II wojny światowej, a przy niej stoi ołtarz boczny z figurą św. Antoniego Padewskiego. Kolejna tablica pamiątkowa upamiętnia żołnierzy Polskich Sił Zbrojnych na Zachodzie, wykonał ją starogardzki kamieniarz Roman Kałdan. Wnętrze zdobią również obrazy: św. Katarzyny, Chrystusa Miłosiernego, św. Faustyny Kowalskiej oraz reprodukcja wizerunku Madonny Sykstyńskiej Rafaela Santiego. Marmurową chrzcielnicę ufundował w roku 1901 Richard Bruer, w 2016 roku wyryto na niej napis upamiętniający jubileusz chrztu Polski. W 1998 poświęcono tablicę upamiętniającą starogardzkie Bractwo Kurkowe, a w 2019 – Danutę Siedzikównę.

## Galeria

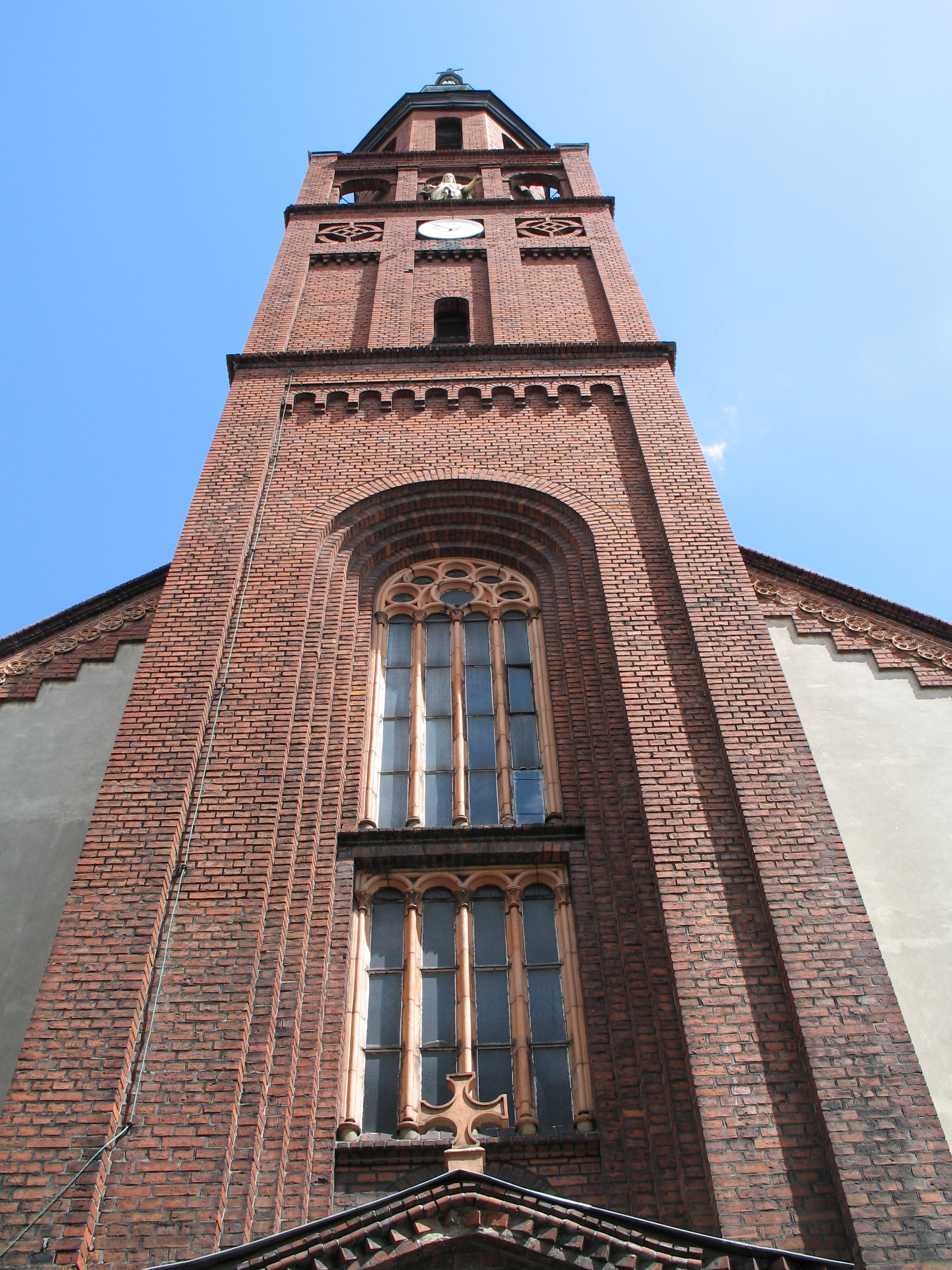
Wieża
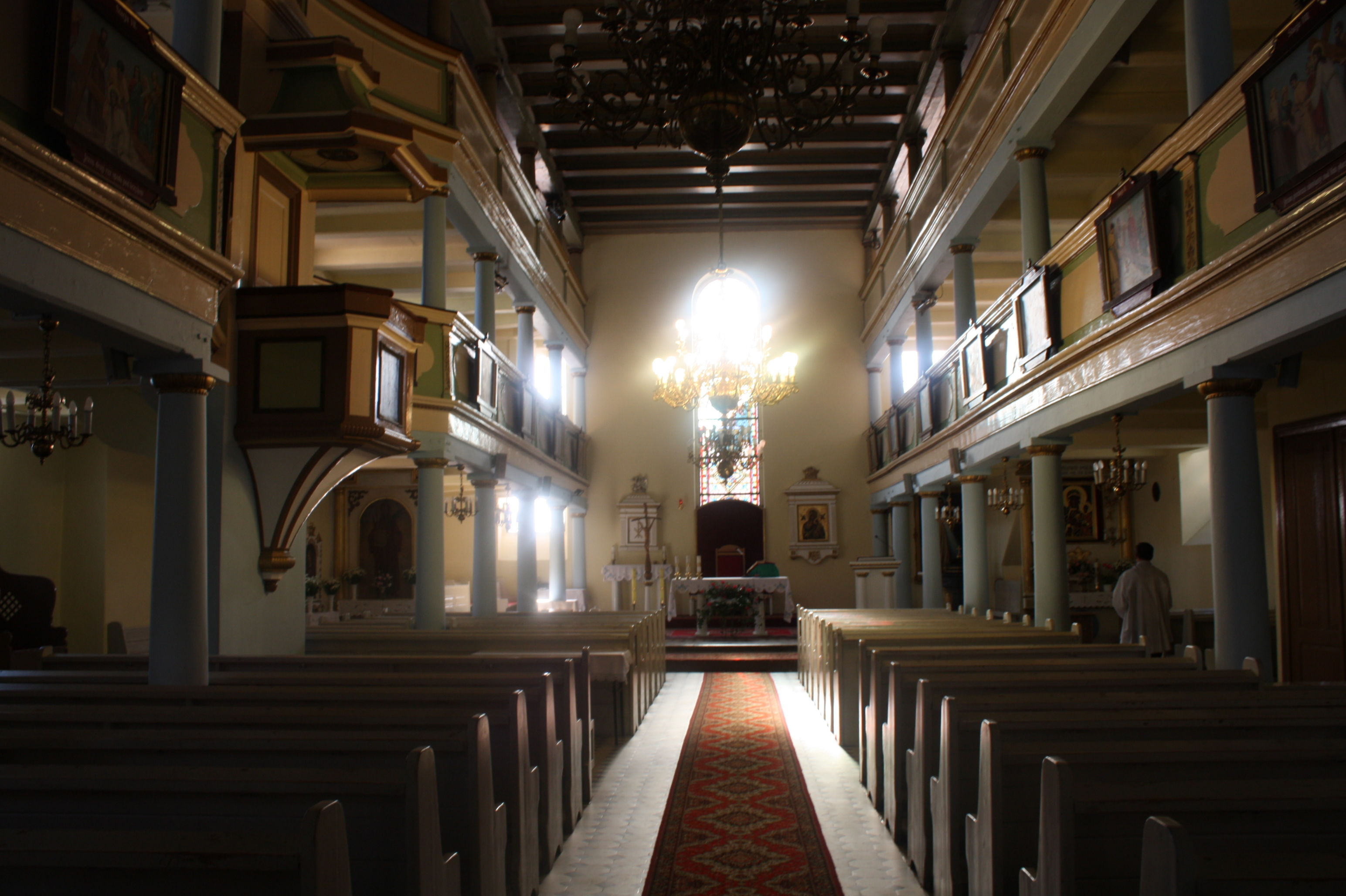
Ołtarz
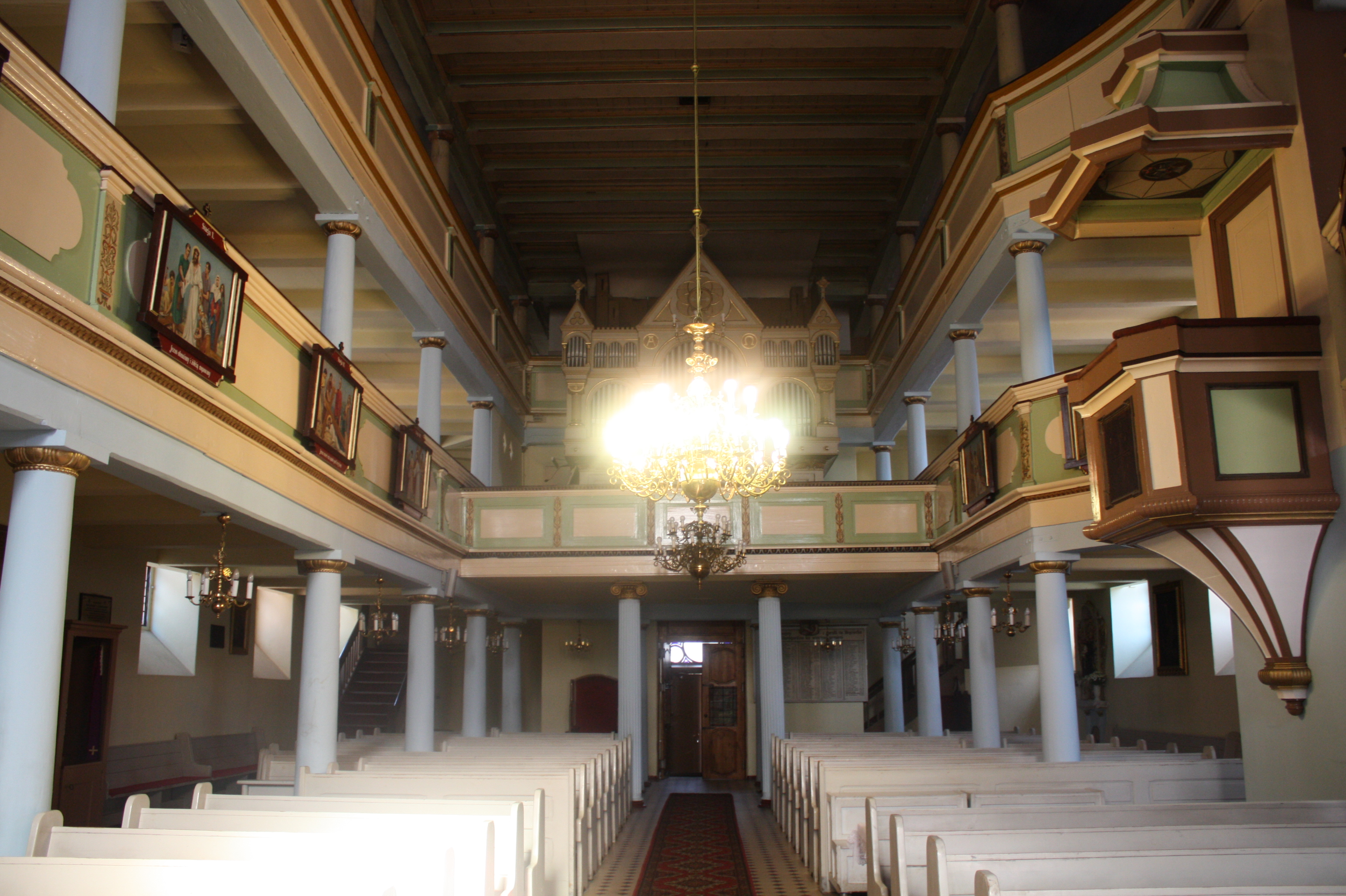
Organy i chór